# Кажма
Ка́жма — деревня в составе Шуньгского сельского поселения Медвежьегорского района Республики Карелия.

## Общие сведения
Расположена на берегу залива в северо-восточной части Онежского озера.

## История
26 ноября 1937 года по необоснованному обвинению в контрреволюционной деятельности, решением Особой тройки НКВД Карельской АССР, был расстрелян священник Кажемской церкви Александр Алексеевич Гедевский (1872—1937).
В 2007 году в деревне построена деревянная часовня Сошествия Святого Духа.

## Население
| 2002 | 2009 | 2010 | 2013 |
| ---- | ---- | ---- | ---- |
| 191  | ↘179 | ↘117 | ↘104 |

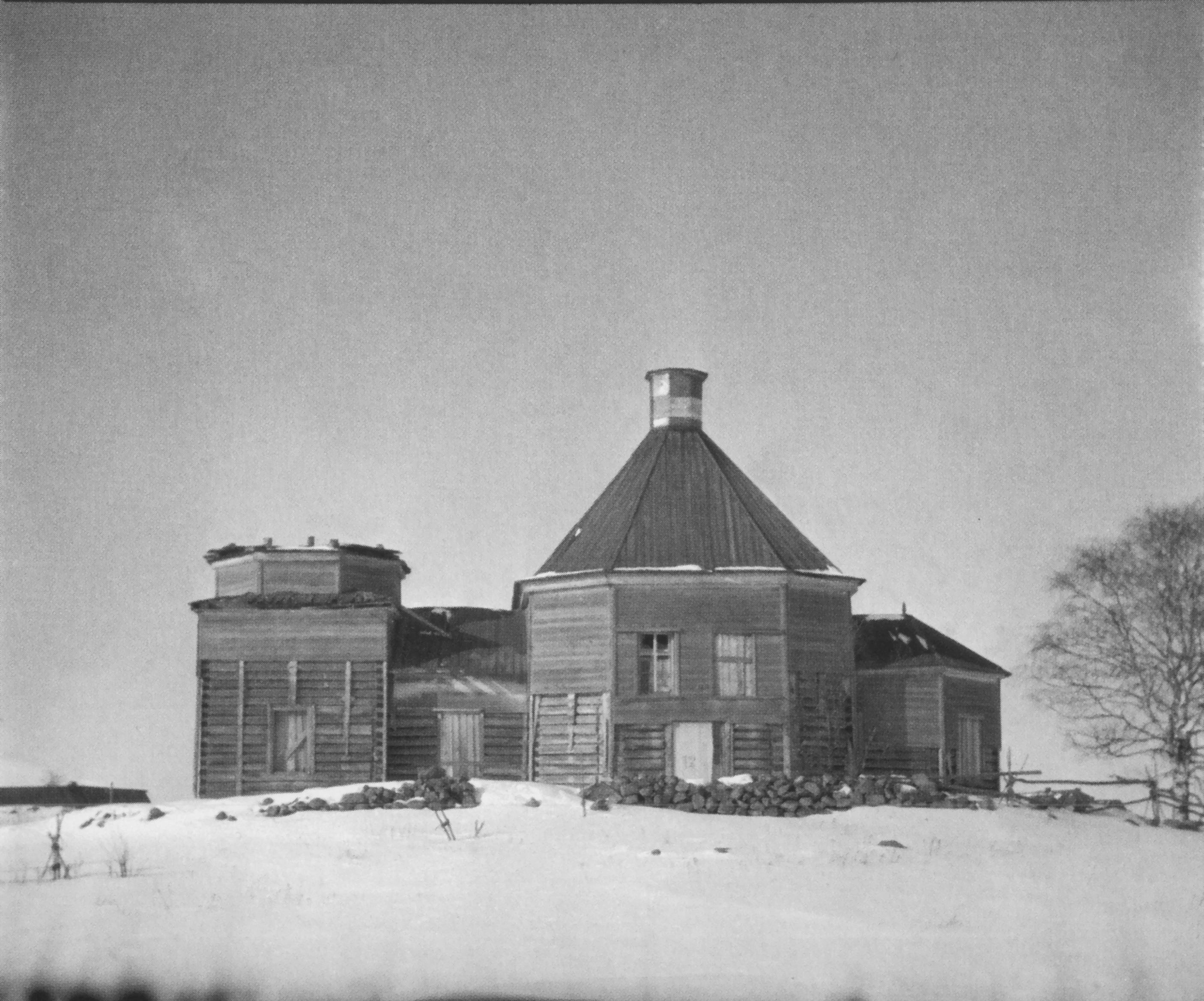
Утраченная часовня трёх святителей в 1944 году
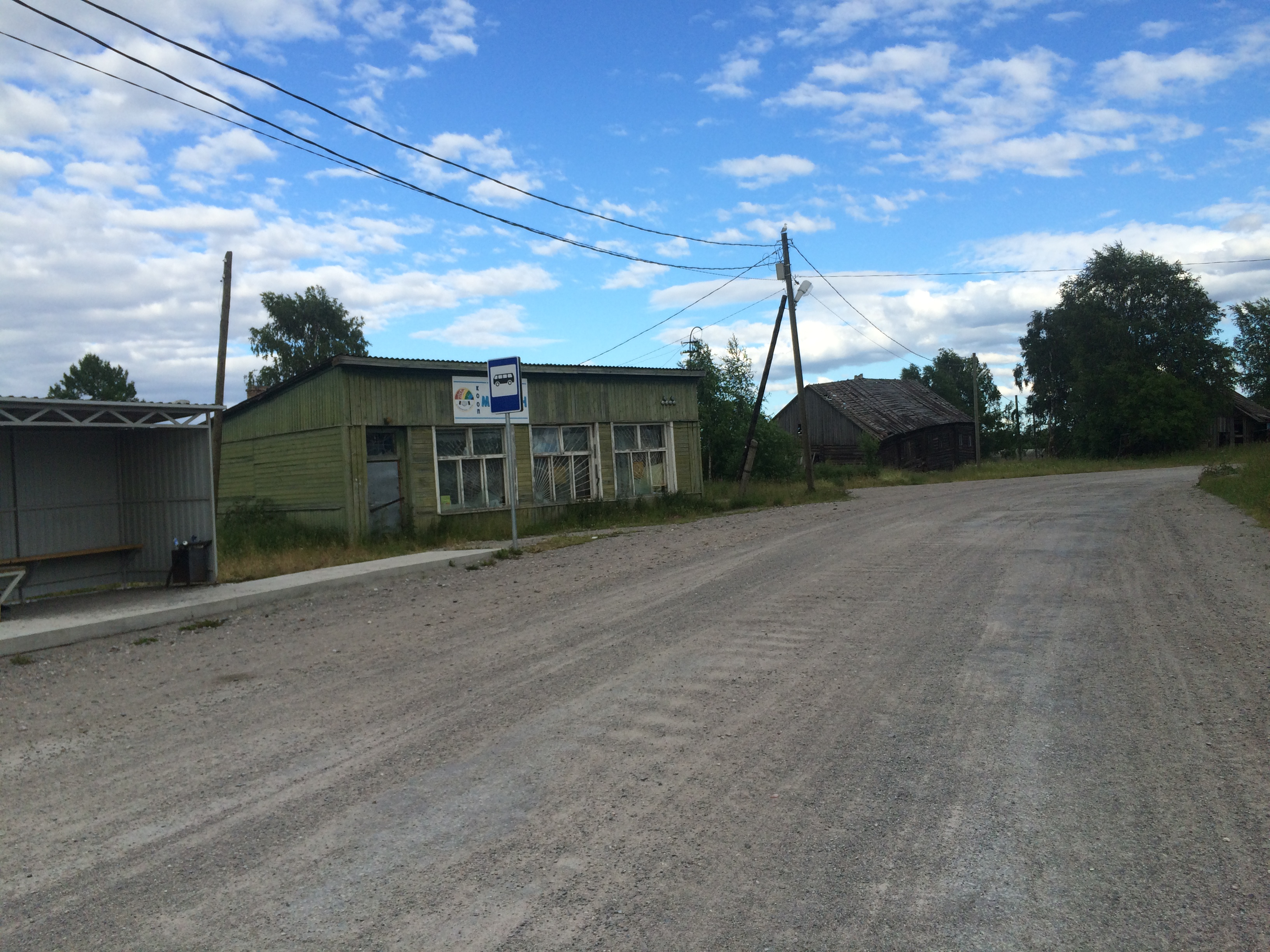
Автобусная остановка
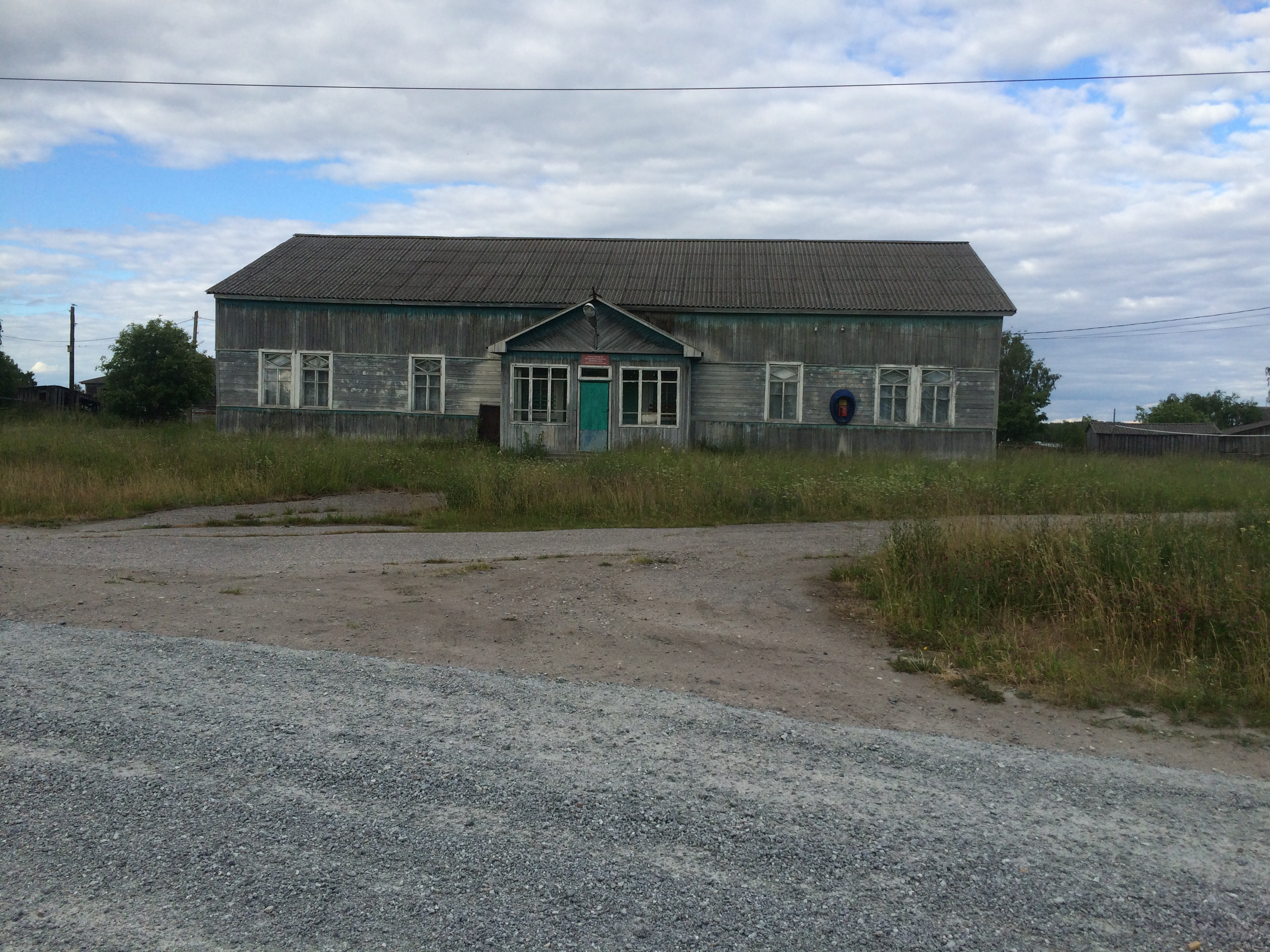
Дом культуры
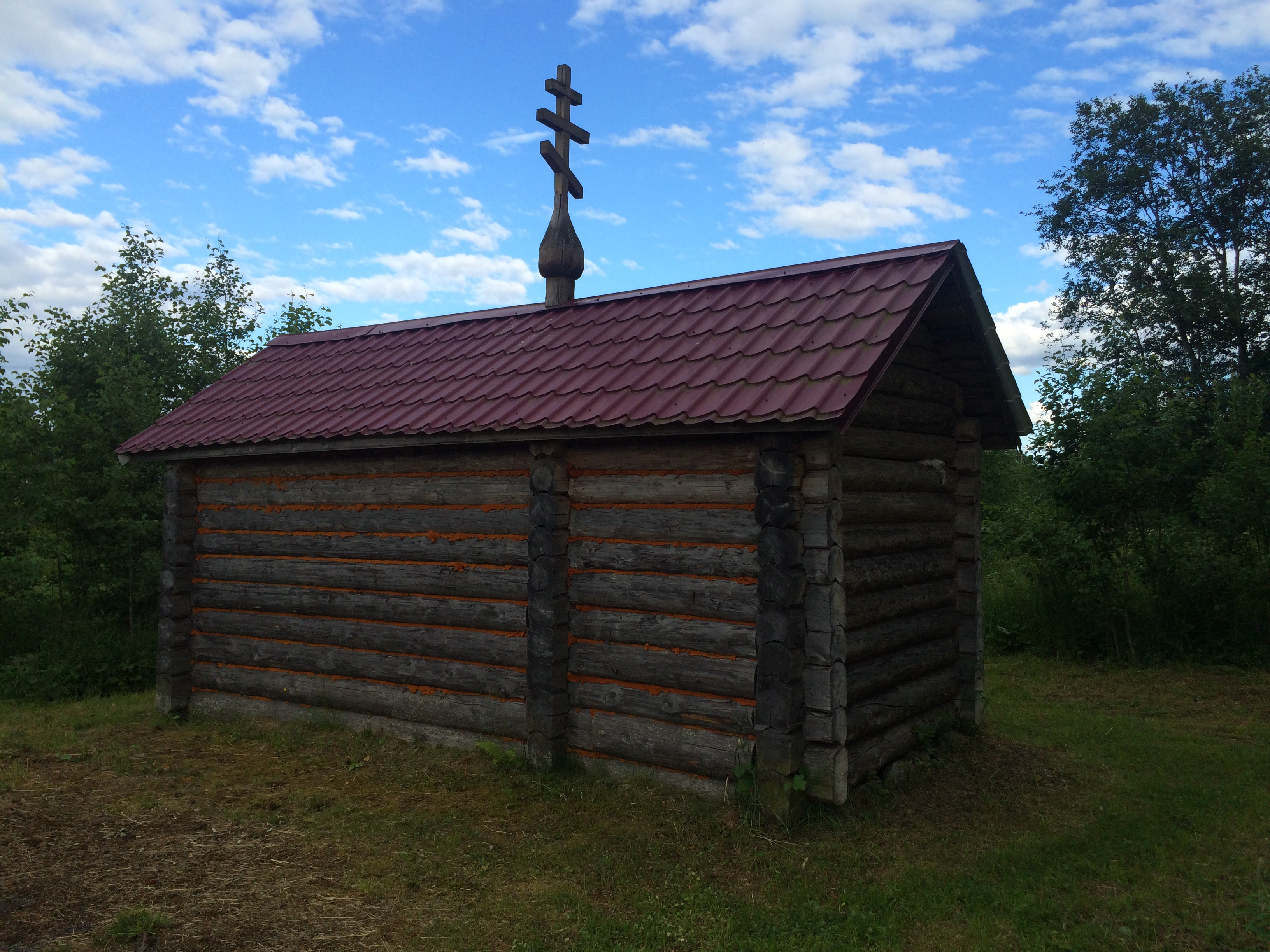
Часовня сошествия Святого Духа (2007 года постройки)